# Brachionidium puraceense
Brachionidium puraceense är en orkidéart som beskrevs av Carlyle August Luer. Brachionidium puraceense ingår i släktet Brachionidium och familjen orkidéer. Inga underarter finns listade i Catalogue of Life.